# Abhinanda
Abhinanda – szwedzki zespół muzyczny grający hardcore punk. Pochodzi z Umei – miasta wielu uznanych zespołów grających w podobnej konwencji, np. Refused, Final Exit i T(I)NC.
Członkowie zespołu są straight edge i propagatorami etyki DIY. Albumy Abhinandy są wydawane przez niezależną, undergroundową wytwórnię Desperate Fight Records (nota bene założoną przez członków zespołu). Na ostatniej płycie Abhinandy – Rumble można usłyszeć efekty współpracy grupy z kwartetem smyczkowym (utwory Centipede, La Musica Continua, The Rumble).

## Dyskografia
- Darkness of Ignorance (1993) – EP
- Senseless (1994) – LP
- Neverending Well of Bliss (1995) – EP
- Abhinanda (1996) – LP
- Rumble (1998) – LP

## Nazwa
Nazwa zespołu wywodzi się z sanskrytu. Składa się z dwóch członów: abhi („wewnątrz”) + nanda („spokojne/pokojowe przedsięwzięcie”). Słowo to oznacza radość, błogosławieństwo, celebrację lub czczenie. Słowo Abhinanda funkcjonuje również jako imię męskie.